# Stefano Pellegrini
Stefano Pellegrini (Roma, 5 de agosto de 1953 - Roma, 18 de marzo de 2018) fue un exfutbolista italiano. Se desempeñaba en la posición de delantero. Es el hermano del medio de una saga de futbolista. Su hermano mayor fue Romolo Pellegrini y su hermano pequeño Claudio Pellegrini conocidos como Pellegrini I y Pellegrini III.

## Selección nacional
Se Pallegrini se formó en la Roma con los que debutó con el primer equipo en 1970, a los 18 años, en el derbi romano que terminó con un empate a dos y demostró de inmediato unas habilidades poco comunes para un jugador tan joven. Excelente técnica, un gran disparo de media distancia, y durante un partido contra el Calcio Atalanta N, marcó una chilena que parecía el inicio de un ascenso meteórico.
En noviembre de 1973 la Roma lo cede al A. S. Avellino para concederle experiencia. Al siguiente año, es cedido al Barletta, con un buen botín personal, antes de regresar a los Giallorossi para un campeonato, el de la 1975-76, en el que se esperaba que el equipo de Nils Liedholm confirmara su tercer puesto del año anterior. Pellegrini se vio envuelto en el caos que caracterizó ese año, aunque logró mostrar algunos destellos de la clase que se le atribuía. Desafortunadamente para él, en la última jornada del campeonato, su gol condenó al Ascoli al descenso, a la vez que salvó a su rival de la ciudad, el Lazio: la afición de la Roma nunca le perdonaría ese gol, rodeándolo de una frialdad que probablemente afectó significativamente su serenidad en el campo.
Tras otra temporada muy decepcionante, deja definitivamente la capital para fichar por el Bari, donde juega dos temporadas en la Serie B, antes de volver al Avellino, esta vez en la Serie A, donde sin embargo en 1980 se ve implicado en el escándalo de apuestas de fútbol, siendo sancionado durante seis años, la sanción más dura impuesta por la justicia deportiva: es el final de su carrera. En total, disputó 53 partidos y marcó 9 goles en la Serie A, y 65 partidos y marcó 18 goles en la Serie B.

## Clubes
| Club           | País   | Año       | Partidos | Goles |
| -------------- | ------ | --------- | -------- | ----- |
| Roma           | Italia | 1970–1973 | 41       | 6     |
| A. S. Avellino | Italia | 1973–1974 | 12       | 2     |
| Barletta       | Italia | 1974-1975 | 29       | 10    |
| Roma           | Italia | 1975–1977 |          |       |
| Bari           | Italia | 1977–1979 | 53       | 16    |
| A. S. Avellino | Italia | 1977–1979 | 12       | 3     |